# Adrián Sáez
Adrián Sáez de Arregi Egurrola (Araia, 17 maart 1986) is een Spaans voormalig wielrenner die de laatste twee jaar van zijn carrière uitkwam voor Euskaltel-Euskadi. Hij behaalde geen professionele overwinningen.

## Resultaten in voornaamste wedstrijden
| Jaar | Ronde van Italië | Ronde van Frankrijk | Ronde van Spanje |
| ---- | ---------------- | ------------------- | ---------------- |
| 2012 | 156e             |                     |                  |
| 2013 |                  |                     |                  |

| Jaar | Ronde van Vlaanderen | Parijs-Roubaix |
| ---- | -------------------- | -------------- |
| 2012 | opgave               | opgave         |
| 2013 | opgave               | opgave         |

## Ploegen
- 2010 –  Orbea
- 2011 –  Orbea Continental
- 2012 –  Euskaltel-Euskadi
- 2013 –  Euskaltel-Euskadi